# Wami (Schiff)
Die Wami war ein dampfgetriebenes kleines Küstenschiff in der Kolonie Deutsch-Ostafrika, benannt nach dem Fluss Wami in Deutsch-Ostafrika.

## Geschichte
Da eine Kontrolle der Küstengewässer von Deutsch-Ostafrika durch Segelfahrzeuge nicht möglich war, bestellte 1893 die Kolonialabteilung des Auswärtigen Amtes bei der Werft Josef Meyer in Papenburg zwei dampfkesselbetriebene Zollkreuzer für die Kolonie. Mit den Baunummern 91 und 92 wurden die beiden Schiffe 1894 fertiggestellt und auf die Namen Wami und Kingani getauft.
Nach ihrer Überführung nach Ostafrika nahmen sie den Patrouillendienst auf. Aber auch Post- und Personenbeförderung gehörte zu ihren Aufgaben. So wurden Passagiere, zumeist Beamte und Angestellte, und Post von und nach Sansibar befördert. Als im August 1905 der Maji-Maji-Aufstand ausbrach, wurden auch die beiden Zollkreuzer eingesetzt.
1913 schied die Wami aus dem Dienst beim Gouvernement von Deutsch-Ostafrika aus und wurde mit der gesamten Flottille an die Ostafrikanischen Eisenbahngesellschaft verpachtet.
Nach Ausbruch des Ersten Weltkrieges im August 1914 wurden die Wami von der Kaiserlichen Marine übernommen. Am 26. September 1914 wurde die Wami den Schiffen der Abteilung Delta für  die Versorgung des in der Rufidjimündung liegenden Kleinen Kreuzers Königsberg zugeteilt. Am 5. Juni 1915 unternahm die Wami den vergeblichen Versuch, die britische Flotte vor der Rufidjimündung per Torpedo anzugreifen. Vom 9. bis 10. Oktober 1915 glückte der Durchbruch durch die Blockadeflotte und die Fahrt nach Daressalam.
Schließlich wurde die Wami in Daressalam auseinandergenommen und im April 1916 auf die Mittellandbahn verladen, auf der sie nach Kigoma am Tanganjikasee gefahren wurde. In Kigoma wurde das Schiff wieder aufgebaut, mit einer 3,7 cm-Ringkanone ausgerüstet und Anfang Mai 1916 erneut in Dienst gestellt. Das Schiff wurde dann für Aufklärungs- und Versorgungsfahrten auf dem zweitgrößten See Afrikas eingesetzt.
Auf einer Fahrt nach Katanko versenkte sich am 29. Juli 1916 die Wami selbst bei der Begegnung mit dem militärisch überlegenen belgischen Motorboot Netta. Die Belgier hoben die Wami und stellten sie als Wapi in Dienst. Das weitere Schicksal des Schiffes ist nicht bekannt.